# Lidzbarskie Wieczory Humoru i Satyry
Lidzbarskie Wieczory Humoru i Satyry (dawniej: Lidzbarskie Biesiady Humoru i Satyry) – coroczny, ogólnopolski przegląd kabaretowy odbywający się od 1976 w Lidzbarku Warmińskim. Patronem wieczorów jest „Książę Poetów Polskich” – Ignacy Krasicki, a mottem jego słowa: „Prawdziwa cnota krytyk się nie boi i śmiech niekiedy może być nauką”. W 2014 i 2015 roku koncert galowy transmitowała TVP Rozrywka. W 2016 roku Lidzbarskie Wieczory Humoru i Satyry transmitowała telewizja Polsat.
Główną nagrodą konkursu jest Złota Szpilka.

## Początki
Pomysł zorganizowania festiwalu kabaretowego w Lidzbarku Warmińskim powstał w 1973 roku. Socjalistyczne władze Polski zgodziły się na organizację takiego przeglądu dopiero trzy lata później. Pierwszy festiwal, pod nazwą Lidzbarskie Biesiady Humoru i Satyry odbył się w dniach 29 lutego – 3 marca 1976 r. Głównym organizatorem pierwszych biesiad był dyrektor Lidzbarskiego Domu Kultury – Wiesław Rogalski.

## Konkursy i Laureaci
| 1976 | I Lidzbarskie Biesiady Humoru i Satyry |
| --- | --- |
| jury: | - Leszek Grad, - Jerzy Kleyny, - Adam Kreczmar, - Aneta Łastik |
| I nagroda: | kabaret Dziura (Olsztyn) |
| II nagroda: | kabaret Gwuść (Szczytno) |
| III nagroda: | kabaret Luźna Grupa (Olsztyn) |
| 1977 | II Lidzbarskie Biesiady Humoru i Satyry |
| jury: | - Witold Filler, - Maria Czubaszek, - Jerzy Kleyny, - Adam Kreczmar, - Aneta Łastik, - Julian Bohdanowicz, - Zbigniew Spólnicki |
| Złota Szpilka: | kabaret Gwuść (Szczytno) |
| II nagroda: | I...Kant (Olsztyn) |
| III nagroda: | kabaret Luźna Grupa (Olsztyn) |
| 1978 | III Lidzbarskie Biesiady Humoru i Satyry |
| jury: | - przewodniczący: Witold Filler – redaktor naczelny Tygodnika Szpilki - Anna Borkowska – redaktor naczelny Perspektywy - Krystyna Gucewicz – redaktor naczelny Expresu Wieczornego - Jerzy Kleyny – kierownik działu Szpilek - Eryk Lipiński – artysta, grafik, satyryk - Zygmunt Tadeusiak – aktor i instruktor teatralny Lidzbarskiego Domu Kultur |
| Złota Szpilka: | kabaret Ładne Kwiatki |
| II nagroda: | kabaret Gwuść (Szczytno) |
| III nagroda: | kabaret Contra (Radom) |
| 1979 | IV Lidzbarskie Biesiady Humoru i Satyry |
| jury: | - Anna Borkowska – redaktor naczelny Perspektywy - Julian Bogdanowicz - Witold Filler – redaktor naczelny Tygodnika Szpilki - Krystyna Gucewicz – redaktor naczelny Expresu Wieczornego - Jerzy Kleyny – kierownik działu Szpilek - Eryk Lipiński – artysta, grafik, satyryk - Tadeusz Ostojski – Radio Olsztyn - Czesław Pazera – redaktor naczelny Gazety Olsztyńskiej - Feliks Walichnowski – redaktor naczelny Panoramy Północy                                         |
| Złota Szpilka: | Bąbel |
| II nagroda: | Janusz Sokołowski (Jerzwałd) Lach (Nowy Sącz) |
| III nagroda: | Żądło (Biskupiec) |
| 1980 | V Lidzbarskie Biesiady Humoru i Satyry |
| jury: | - Anna Borkowska – redaktor naczelny Perspektywy - Julian Bogdanowicz - Feliks Derecki - Witold Filler – redaktor naczelny Tygodnika Szpilki - Krystyna Gucewicz – redaktor naczelny Expresu Wieczornego - Barbara Henkel – publicystka - Tadeusz Ostojski – Radio Olsztyn - Czesław Pazera – redaktor naczelny Gazety Olsztyńskiej - Feliks Walichnowski – redaktor naczelny Panoramy Północy - Tadeusz Willan – „Warmia i Mazury”                                         |
| Złota Szpilka: | Bąbel |
| II nagroda: | Janusz Sokołowski (Jerzwałd) Loża 44 |
| III nagroda: | Za (Nowy Sącz) |
| 1981 | VI Lidzbarskie Biesiady Humoru i Satyry |
| jury: | - Anna Borkowska – redaktor naczelny Perspektywy - Krzysztof Daukszewicz - Feliks Derecki - Witold Filler – redaktor naczelny Tygodnika Szpilki - Wojciech Grzymała - Krystyna Gucewicz – redaktor naczelny Expresu Wieczornego - Mirosław Krupiński – NSZZ Solidarność, Region Warmińsko-Mazurski - Stanisława Piotrowska – dyrektor olsztyńskiej „Estrady” - Wiesław Rogalski – dyrektor Domu Kultury w Olsztynie - Irena Telesz – aktorka Teatru im. Jaracza w Olsztynie |
| Złota Szpilka: | Janusz Sokołowski (Jerzwałd) |
| II nagroda: | Kabaret Rżysko (Rozumice) Kabaret Długi (Gliwice) |
| III nagroda: | Jaś Niedoczekała (Warszawa) |
| 1982 | stan wojenny – biesiady nie odbyły się |
| 1983 | VII Lidzbarskie Biesiady Humoru i Satyry |
| jury: | - Andrzej Fabisiak - Witold Filler – redaktor naczelny Tygodnika Szpilki - Krystyna Gucewicz – redaktor naczelny Expresu Wieczornego - Barbara Henkel - Bolesław Karpowicz – Wydział Kultury Urzędu Wojewódzkiego w Olsztynie - Jerzy Kleyny - Eryk Lipiński (przewodniczący) - Wiesław Nideraus - Wiesław Rogalski – dyrektor Domu Kultury w Olsztynie - Janusz Segiet – Gazeta Olsztyńska                                                                                 |
| Złota Szpilka: | Rżysko (Rozumice) |
| II nagroda: | Irra (Nowy Sącz) |
| Wyróżnienia: | Parodia Maxima (Poniatowa) Za (Nowy Sącz) |
| 1984 | VIII Lidzbarskie Biesiady Humoru i Satyry |
| jury: | - Anna Barcikowska – publicystka - Eryk Lipiński - Marian Butrym – redaktor naczelny Razem - Krystyna Gucewicz – redaktor naczelny Expresu Wieczornego - Kazimierz Oniszczuk – Wydział Kultury Urzędu Wojewódzkiego w Olsztynie - Wiesław Rogalski – Domu Kultury w Olsztynie |
| Złota Szpilka: | Żaba (Wałbrzych) |
| II nagroda: | Parodia Maxima (Poniatowa) |
| Wyróżnienia: | Pśtyk (Głogów) Dorota Kurek (Olsztyn) Janusz Sokołowski (Jerzwałd) Ortalion 80 (Lidzbark Warmiński) |
| 1985 | IX Lidzbarskie Biesiady Humoru i Satyry |
| jury: | - Anna Barcikowska – publicystka - Bolesław Karpowicz - Krystyna Gucewicz – redaktor naczelny Expresu Wieczornego - Eryk Lipiński - Maria Czubaszek - Jerzy Kleyny - Wiesław Rogalski – Domu Kultury w Olsztynie |
| Złota Szpilka: | Klasa (Łódź) |
| II nagroda: | Parodia Maxima (Poniatowa) |
| III nagroda: | Ergo Żaba (Wałbrzych) |
| 1986 | X Lidzbarskie Biesiady Humoru i Satyry |
| Biesiady zorganizowano półoficjalnie. Tradycyjny konkurs nie odbył się, do Lidzbarka przyjechało tylko kilka zaprzyjaźnionych kabaretów. | |
| 1987 | Ze względów politycznych Biesiady Humoru nie odbyły się. |
| 1988 | Ze względów politycznych Biesiady Humoru nie odbyły się. |
| 1989 | Ze względów politycznych Biesiady Humoru nie odbyły się. |
| 1990 | XI Lidzbarskie Biesiady Humoru i Satyry |
| jury: | - Stefan Friedman - Stanisław Klawe - Krystyna Gucewicz – redaktor naczelny Expresu Wieczornego - Janusz Sokołowski - Janusz Zdziarski |
| Złota Szpilka: | Fajf (Radom) |
| Wyróżnienia: | Czyści jak Łza (Olsztyn) Bez szans (Olsztyn) Bowteda (Wydminy) |
| 1991 | XII Lidzbarskie Biesiady Humoru i Satyry |
| jury: | - Stefan Friedman - Stanisław Klawe - Janusz Sokołowski - Janusz Zdziarski |
| Złota Szpilka: | Kabaret Paka (Jelenia Góra) |
| 1992 | XIII Lidzbarskie Biesiady Humoru i Satyry |
| jury: | - Krystyna Gucewicz – redaktor naczelny Expresu Wieczornego - Zbigniew Łapiński - Władysław Sikora - Tomasz Śrutkowski - Andrzej Zakrzewski |
| konferansjer: | Piotr Bałtroczyk |
| Złota Szpilka: | Kabel (Gdańsk) |
| Wyróżnienia: | Teatr kilku osób (Łódź) Miećka (Frysztak) Faif (Radom) |
| 1993 | XIV Lidzbarskie Biesiady Humoru i Satyry |
| jury: | - Krzysztof Daukszewicz - Krystyna Gucewicz – redaktor naczelny Expresu Wieczornego - Andrzej Kleszczewski - Wojciech Malajkat - Władysław Sikora |
| Złota Szpilka: | Kabaret Koń Polski (Koszalin) |
| II nagroda: | Kabaret Rafała Kmity (Kraków) Teatr Pierwszy (Ostróda) |
| III nagroda: | De-Er (Damian Rogala) (Kraków) Kościuba (Syców) |
| 1994 | XV Lidzbarskie Biesiady Humoru i Satyry |
| jury: | - Krzysztof Daukszewicz - Krystyna Gucewicz – redaktor naczelny Expresu Wieczornego - Leszek Bubel - Janusz Kosiński - Maruszka Lipińska - Ferdynand B. Ruszczyc - Jacek Wójcicki - Andrzej Zakrzewski |
| konferansjer: | Piotr Bałtroczyk |
| Złota Szpilka: | Quasi-Kabaret Rafała Kmity (Kraków) |
| II nagroda: | nie przyznano |
| III nagroda: | Kabaret Jurki (Zielona Góra) Kabaret Rak (Ruda Śląska) Kabaret Paka (Jelenia Góra) Jacek Ziobro (Jelenia Góra) |
| 1995 | XVI Lidzbarskie Biesiady Humoru i Satyry |
| jury: | - Krzysztof Daukszewicz - Jacek Frankowski - Krystyna Gucewicz – redaktor naczelny Expresu Wieczornego - Olek Grotowski - Andrzej Kleszczewski - Andrzej Zakrzewski |
| konferansjer: | Piotr Bałtroczyk oraz Bartosz Brzeskot |
| Grand Prix i Złota Szpilka: | Ireneusz Krosny (Kraków) |
| I nagroda: | Kabaret Rafała Kmity (Kraków) Kabaret Ciach (Zielona Góra) Kabaret Paka (Jelenia Góra) |
| II nagroda: | Kabaret Jurki (Zielona Góra) |
| wyróżnienia: | Marek Grabia Grzegorz Halama |
| Nagroda Główna Turnieju Biskupa: | Kabaret Rak (Ruda Śląska) |
| 1996 | XVII Lidzbarskie Biesiady Humoru i Satyry |
| jury: | - Stefan Brzozowski - Krzysztof Daukszewicz - Krystyna Gucewicz – redaktor naczelny Expresu Wieczornego - Krzysztof Jaślar - Janusz Kosiński - Juliusz Puchalski - Piotr Szwedes - Andrzej Zakrzewski |
| konferansjer: | Piotr Bałtroczyk oraz Bartosz Brzeskot |
| Grand Prix i Złota Szpilka: | Kabaret Moralnego Niepokoju (Warszawa) |
| I nagroda: | Kabaret Po Żarcie (Kraków) |
| II nagroda: | nie przyznano |
| III nagroda: | Kabaret Afera (Poznań) Grzegorz Halama Oklasky Kabaret Jurki (Zielona Góra) |
| 1997 | XVIII Lidzbarskie Biesiady Humoru i Satyry |
| jury: | - Stefan Brzozowski - Krzysztof Daukszewicz - Krystyna Gucewicz – redaktor naczelny Expresu Wieczornego - Katarzyna Gärtner - Bogumił Osiński – Telewizja Polska SA - Piotr Szwedes - Andrzej Zakrzewski |
| konferansjer: | Piotr Bałtroczyk oraz Wiesław Nideraus |
| Grand Prix i Złota Szpilka: | Grupa MoCarta (Warszawa) |
| I nagroda: | nie przyznano |
| II nagroda: | Kabaret Afera (Poznań) Kabaret DKD (Słupsk) Kabaret Moralnego Niepokoju (Warszawa) Kabaret Po Żarcie (Kraków) |
| 1998 | XIX Lidzbarskie Biesiady Humoru i Satyry |
| jury: | - Stefan Brzozowski - Krzysztof Daukszewicz - Krystyna Gucewicz – redaktor naczelny Expresu Wieczornego - Katarzyna Gärtner - Bogumił Osiński – Telewizja Polska SA - Piotr Szwedes - Andrzej Zakrzewski |
| konferansjer: | Artur Andrus oraz Ewa Cichocka i Radosław Ciecholewski |
| Grand Prix i Złota Szpilka: | Mumio (Katowice) |
| I nagroda: | Formacja Chatelet (Kraków) |
| II nagroda: | Kabaret im. Romana (Radom) |
| III nagroda: | Teatr Kto (Kraków) |
| wyróżnienia: | Kabaret Du Du (Rybnik) Kabaret Dno (Dąbrowa Górnicza) Kabaret Widelec (Białystok) Strzały z Aurory (Warszawa) |
| Nagroda Dziennika Pojezierza: | Mumio (Katowice) |
| 1999 | XX Lidzbarskie Biesiady Humoru i Satyry |
| jury: | - Krzysztof Daukszewicz - Maria Czubaszek - Krystyna Gucewicz – redaktor naczelny Expresu Wieczornego - Ireneusz Krosny - Janusz Kosiński - Bogumił Osiński – Telewizja Polska SA - Jacek Wójcicki - Andrzej Zakrzewski |
| konferansjerzy: | Piotr Bałtroczyk, Artur Andrus i Andrzej Poniedzielski. Turnieje prowadziła Teresa Drozda. |
| Grand Prix i Złota Szpilka: | Kabaret im. Romana (Radom) |
| II nagroda: | Kabaret Dno (Sosnowiec) Teatr Rampa (Warszawa) Strzały z Aurory (Warszawa) |
| wyróżnienia: | Kabaret S.A (Gdynia) Kabaret Widelec (Białystok) Kabaret E.K. (Zielona Góra) |
| 2000 | XXI Lidzbarskie Biesiady Humoru i Satyry |
| jury: | - Maria Czubaszek - Krystyna Gucewicz – redaktor naczelny Expresu Wieczornego - Ireneusz Krosny - Bogumił Osiński – Telewizja Polska SA - Andrzej Śleszyński - Andrzej Zakrzewski |
| konferansjerzy: | Piotr Bałtroczyk i Artur Andrus. Turnieje prowadziła Teresa Drozda. |
| Złota Szpilka: | Kabaret Widelec (Białystok) |
| I nagroda: | Strzały z Aurory (Warszawa) |
| II nagroda: | Kabaret Kuzyni (Kołobrzeg) |
| III nagroda: | Kabaret Du Du (Rybnik) |
| wyróżnienia: | Kabaret Czarny salceson Marcin Samolczyk (Poznań) Eliza Rink z Kabaretu Słuchajcie (Zielona Góra) Kabaret Szum (Zielona Góra) |
| 2001 | XXII Lidzbarskie Biesiady Humoru i Satyry |
| jury: | - Maria Czubaszek - Krzysztof Daukszewicz - Ireneusz Krosny - Janusz Kosiński - Zuzanna Łapicka-Olbrychska - Bogumił Osiński – Telewizja Polska SA - Piotr Szwedes - Andrzej Śleszyński - Andrzej Zakrzewski |
| konferansjerzy: | Piotr Bałtroczyk, Artur Andrus oraz Przemysław Borkowski |
| Grand Prix i Złota Szpilka: | Kabaret Ani Mru-Mru (Lublin) |
| Nagroda im. Ignacego Krasickiego: | Kabaret Widelec (Białystok) |
| I nagroda: | Kabaret Nie my (Piotrków Trybunalski) |
| II nagroda: | Kabaret Limo (Gdańsk) |
| III nagroda: | Kabaret Noł Nejm (Rybnik) |
| Nagroda Specjalna: | Kabaret Dno (Dąbrowa Górnicza) |
| 2002 | XXIII Lidzbarskie Biesiady Humoru i Satyry |
| jury: | - Maria Czubaszek - Krzysztof Daukszewicz - Krzysztof Jaślar - Ireneusz Krosny - Janusz Kosiński - Zuzanna Łapicka-Olbrychska - Bogumił Osiński – Telewizja Polska SA - Andrzej Zakrzewski |
| konferansjerzy: | Piotr Bałtroczyk, Artur Andrus oraz Dariusz Kamys |
| Grand Prix i Złota Szpilka: | Kabaret Ani Mru-Mru (Lublin) |
| I nagroda: | Kabaret Limo (Gdańsk) |
| II nagroda im. Ignacego Krasickiego: | Jachim Presents (Gdynia) |
| III nagroda: | Steffen Möller (Warszawa) |
| Nagroda Programu 3 PR: | Kabaret Noł Nejm (Rybnik) |
| 2003 | XXIV Lidzbarskie Wieczory Humoru i Satyry |
| jury: | - Artur Andrus - Maria Czubaszek - Krzysztof Daukszewicz - Jacek Fedorowicz - Krzysztof Jaślar - Janusz Kosiński - Bogumił Osiński – Telewizja Polska SA - Piotr Szwedes - Andrzej Śleszyński - Andrzej Zakrzewski |
| konferansjerzy: | Rafał Piechota, Steffen Möller |
| Grand Prix: | Kabaret Widelec (Białystok) |
| I nagroda: | Kabaret Ani Mru-Mru (Lublin) |
| II nagroda: | Łowcy.B (Cieszyn) |
| III nagroda: | Neo-Nówka (Wrocław) Kabaret Nie my (Piotrków Trybunalski) |
| IV nagroda: | Gzik (Poznań) |
| Wyróżnienia: | Joanna Kolibska (Kabaret No i co z tego z Lublina) Kabaret GwintEsencja (Białystok) Kabaret Noł Nejm (Rybnik) Kabaret Pepe (Białystok) |
| 2004 | XXV Lidzbarskie Wieczory Humoru i Satyry |
| jury: | - Maria Czubaszek - Ireneusz Krosny - Janusz Kosiński - Zenon Laskowik - Zuzanna Łapicka-Olbrychska - Bogumił Osiński – Telewizja Polska SA - Andrzej Zakrzewski |
| konferansjerzy: | Artur Andrus i Piotr Bałtroczyk |
| Grand Prix: | nie przyznano |
| I nagroda: | Kabaret Widelec (Białystok) Czesuaf (Poznań) |
| II nagroda: | Kabaret Limo (Gdańsk) Kabaret Zig-Zag (Warszawa) |
| III nagroda: | Ramol (Rejowiec Fabryczny) |
| Wyróżnienia: | Kabaret Kubek (Lidzbark Warmiński) Neo-Nówka (Wrocław) Kabaret Słuchajcie (Zielona Góra) Kabaret Skeczów Męczących (Kielce) |
| 2005 | XXVI Lidzbarskie Wieczory Humoru i Satyry |
| jury: | - Maria Czubaszek - Jacek Fedorowicz - Krzysztof Jaślar - Janusz Kosiński - Jarosław Kowalski - Ireneusz Krosny - Bogumił Osiński – Telewizja Polska SA - Andrzej Poniedzielski - Piotr Szwedes - Andrzej Zakrzewski |
| konferansjerzy: | Joanna Kołaczkowska i Dariusz Kamys |
| Grand Prix i Złota Szpilka: | Kabaret Limo (Gdańsk) |
| I nagroda: | Kabaret Młodych Panów (Rybnik) |
| II nagroda: | Neo-Nówka (Wrocław) Kabaret Paranienormalni (Jelenia Góra) |
| III nagroda: | Kabaret Smile (Lublin) |
| Nagroda im. Ignacego Krasickiego: | Abelard Giza |
| Nagroda Publiczności: | Kabaret Snobów (Lidzbark Warmiński) |
| Wyróżnienia: | Grupa Inicjatyw Teatralnych (Kraków) Kabaret Snobów (Lidzbark Warmiński) Kabaret Profil (Zielona Góra) Kabaret Ramol (Rejowiec Fabryczny) |
| 2006 | XXVII Lidzbarskie Wieczory Humoru i Satyry |
| jury: | - Maria Czubaszek - Jacek Fedorowicz - Jerzy Derfel - Bogumił Osiński – Telewizja Polska SA - Piotr Szwedes - Andrzej Zakrzewski |
| Grand Prix i Złota Szpilka: | Kabaret Snobów (Lidzbark Warmiński) |
| I nagroda: | - Kabaret Skeczów Męczących (Kielce) * Kabaret Neo-Nówka (Wrocław) |
| II nagroda: | Kabaret Czesuaf (Poznań) |
| III nagroda: | Kabaret Hlynur (Zielona Góra) |
| Nagroda im. Ignacego Krasickiego: | Kabaret Młodych Panów (Rybnik) |
| Wyróżnienia: | Aneta Kwapisz z Kabaretu Weźrzesz Justyna Weigt z Kabaretu Cegła Igor Kwiatkowski z Kabaretu Paranienormalni Jacek Janowicz i Krzysztof Szubzda z Kabaretu Widelec |
| 2007 | XXVIII Lidzbarskie Wieczory Humoru i Satyry |
| jury: | - Maria Czubaszek - Jacek Fedorowicz - Bogumił Osiński – Telewizja Polska SA - Piotr Szwedes - Krzysztof Tyniec - Marcin Wolski - Andrzej Zakrzewski |
| Grand Prix i Złota Szpilka: | Kabaret Młodych Panów (Rybnik) |
| II nagroda: | Kabaret Świerszczychrząszcz (Szczebrzeszyn) Czesław Jakubiec „Tenor” (Bielsko-Biała) |
| III nagroda: | Kabaret Skeczów Męczących (Kielce) Kabaret Hlynur (Zielona Góra) |
| Nagroda im. Ignacego Krasickiego: | kabaret Stado Umtata (Warszawa) |
| Wyróżnienia dla osobowości estradowych:                                                                                                  | Karolina Kuras z kabaretu Babeczki z Rodzynkiem Mateusz Banaszkiewicz z Kabaretu Młodych Panów |
| 2008 | XXIX Lidzbarskie Wieczory Humoru i Satyry |
| jury: | - Maria Czubaszek (przewodnicząca) - Jacek Fedorowicz - Rafał Kmita - Janusz Rewers - Piotr Szwedes - Andrzej Zakrzewski |
| Grand Prix i Złota Szpilka: | nie przyznano |
| I nagroda: | Babeczki z Rodzynkiem (Zielona Góra) |
| II nagroda: | Hlynur (Zielona Góra), kabaret Widelec (Białystok), Czesuaf (Poznań) |
| III nagroda: | kabaret Forma (Zielona Góra), Stado Umtata (Warszawa) |
| Nagroda im. Ignacego Krasickiego: | Czesuaf (Poznań) |
| Nagroda publiczności: | Babeczki z Rodzynkiem (Zielona Góra) |
| Wyróżnienia: | Kabaret Grabiego Marka, Weźrzesz (Skarżysko-Kamienna) |
| Nagrody rzeczowe: | Weźrzesz (GPS), nagrodę za osobowość otrzymała Magda z Kabaretu Forma (aparat) |
| 2009 | XXX Lidzbarskie Wieczory Humoru i Satyry |
| jury: | - Maria Czubaszek - Jacek Fedorowicz (przewodniczący) - Krzysztof Jaślar - Bogumił Osiński – Telewizja Polska SA - Janusz Rewers - Piotr Szwedes - Andrzej Zakrzewski |
| konferansjerzy: | Wojciech Kamiński i Przemysław Żejmo z kabaretu Jurki |
| Grand Prix i Złota Szpilka: | kabaret Nowaki |
| I nagroda: | kabaret Hlynur |
| II nagroda: | kabaret Dasza von Yock |
| III nagroda: | kabaret Macież kabaret Kompania Grabi kabaret Tenor Czesław Jakubiec |
| Nagroda Publiczności: | kabaret Nowaki |
| Wyróżnienia: | - „Złote pióro z zielonym atramentem” Kabaretowej Sceny Trójki – nagroda za najlepszy tekst piosenki kabaretowej – Kabaret Smile za piosenkę „Nasza klasa”; - Honorowe wyróżnienie za kabaretową indywidualność XXX LWHiS – Adrianna Borek z kabaretu Nowaki; - Wyróżnienie – kabaret Czesuaf |
| 2010 | XXXI Lidzbarskie Wieczory Humoru i Satyry |
| jury: | - Maria Czubaszek - Krzysztof Jaślar - Jacek Fedorowicz - Rafał Kmita |
| konferansjerzy: | Formacja Chatelet Jarosław Marek Sobański (z Kabaretu Słuchajcie) |
| Grand Prix i Złota Szpilka: | nie przyznano |
| I nagroda ex aequo: | Stado Umtata (Kraków) Kabaret Szarpanina (Szczecin) |
| II nagroda ex aequo: | Noł Nejm (Rybnik) Kacper Ruciński (Malbork) |
| III nagroda ex aequo: | Chyba (Wrocław) Liquidmime (Trzebnica) |
| Nagroda Publiczności: | Kabaret Weźrzesz |
| Wyróżnienia: | Tiruriru (Zielona Góra) Ścibor Szpak (Wrocław) |
| 2011 | XXXII Lidzbarskie Wieczory Humoru i Satyry |
| jury: | - Maria Czubaszek - Krzysztof Jaślar - Krzysztof Mikulski - Piotr Klatt - Artur Andrus - Abelard Giza |
| konferansjerzy: | Kabaret Nowaki Jarosław Marek Sobański (z Kabaretu Słuchajcie) |
| Grand Prix i Złota Szpilka: | Liquidmime (Trzebnica) |
| I nagroda: | Kabaret PUK (Kraków) Kabaret Szarpanina (Szczecin) |
| II nagroda: | Michał Kempa |
| III nagroda: | nie przyznano |
| Nagroda Publiczności: | Kabaret Liquidmime |
| Wyróżnienia: | Tiruriru (Zielona Góra) Ścibor Szpak (Wrocław) |

16 sierpnia 2014 roku odbyły się 35. Lidzbarskie Wieczory Humoru i Satyry i po raz pierwszy imprezę transmitowano na żywo w TVP Rozrywka.